# علي الساعدي الفاخري
علي الساعدي الفاخري (1948 - 4 يناير 2016)، شاعر شعبي ليبي، ويعتبر من أحد أهم الشعراء الليبيين والعرب الذين ارتبط اسمهم بشعر الوطن. يعتبر الساعدي أحد أبرز من ساهم بتطوير الشعر الشعبي الليبي وإدخال الرمزية فيه. في شعر الساعدي يمتزج الحب بالوطن بالحبيبة الأنثى.

## حياته
أتقن علي الساعدي الفاخري الشعر وعرف ضمن كبار الشعراء في ليبيا عامة وبرقة خاصة، من مواليد سلوق عام 1948، بدأ مسيرته مع الشعر منذ طفولته في خمسينيات القرن الماضي، واستمرت أعماله حتى قبيل رحيله، كانت له قصائد شعبية عديدة ودواوين مختلفة، حيث تنوعت قصائده ما بين العاطفي والوطني ووصف الإبل والكرم وغيرها من الألوان التي تفنن فيها، كما كانت له بصمة خاصة في الشعر السياسي الذي لامس مواضيع وملفات كانت من المحرمات قبل صدوح الساعدي بها، ولعل أبرزها قصيدة (علم عالي) والتي هجا فيها من وصفهم برموز الفساد في مدينة بنغازي وأجسام الدولة الليبية، حيث ألقاها عام 2010 في مهرجان الشعر الشعبي على الهواء مباشرة بحضور الزعيم الراحل معمر القذافي، قائلا في أحد أبياتها:
(بمية دولار البرميل.. ونا جيعان.. افتولي في حقوق إنسان)

## علاقته بالسياسة
علاقة الراحل الساعدي بالسياسة لم تكن جديدة، فقد شارك في نهاية السبعينيات في محاولة الانقلاب العسكري التي كان يخطط لها صديقه النقيب إدريس اسبيق الشهيبي وكشفها نظام القذافي في شهر أغسطس من عام 1980، ليعدم الشهيبي ويسجن الساعدي فيها عام 1981 ويذوق في زنزانته صنوف التعذيب المختلفة، حتى قال قصيدته الشهيرة داخل السخن:
(يا حي يا قيوم.. مالي علي غيرك عتب لا لوم.. تجيب الفرج)
وفعلا جاء للساعدي الفرج عندما أطلق سراحه من سجون القذافي عام 1985، غير أنه استمر تحت المراقبة الأمنية المشددة وتحت عقوبة الحرمان من الحقوق المدنية حتى فبراير 2011، حيث قال في أحداث فبراير قصائد عدة من أبرزها رده على قصيدة الشاعر عبد المجيد سيف النصر (حشاهم)، إضافة إلى قصيدته على العاصمة طرابلس والتي قال فيها:
(يا طرابلس هانت بدت تجلّى.. قريب تفرحي بقدوم شعبك كله)

## مؤلفاته وأعماله
مؤلفات علي الساعدي الفاخري عديدة ومتنوعة، فقد تغنت أشعاره بأطفال غزة ومقاومة فلسطين وصدحت أبياته ضد الحرب على العراق وانتقدت قوافيه خنوع الحكام العرب في مناسبات عدة، نالت جلها إعجاب نقاده وعدد من الرواة والمتابعين للأدب الشعبي، حيث وصفه الناقد الدكتور يونس عمر فنوش بأنه «أحسن من نطق الشعر الشعبي الليبي»، بينما قال عنه الراوي ووزير التعليم الأسبق الدكتور سليمان الساحلي بأنه «موسوعة متنقلة من الشعر»، كما تناقل قصائده ورد عليها زملاؤه من كبار الشعراء أمثال الشاعر القدير عبد السلام بوجلاوي الفاخري والشاعر القدير جمعة بوخبينة الزوي والشاعر القدير مراد البرعصي وآخرون كثر.
ومن أعماله أيضا:
(كميته قلبي)
(خطيت بالقلم)
(يا حنان)
(مازلت نا هو نا)
(نمرض إن ما ليلة)
(غيب يا قمر)
(ياريت عندي عزم)، وغيرها مئات القصائد الشعرية المختلفة

## وفاته
توفي علي الساعدي الفاخري في 4 يناير 2016، حيث وافته المنية عقب صراع مع المرض في جمهورية مصر العربية ودفن على إثره في مدينة سلوق بليبيا. وعانى الشاعر الراحل ورما في الكبد ألم به وقد بدأ في تلقي العلاج منه في مصر عام 2012، إلا أنه لم يستكمل ذلك نتيجة لمرض ابنته التي آثر معالجتها على نفسه، غير أن مرضه اشتد عليه آخر أيامه مما أضطره للسفر مجددا للعلاج في مصر، لكن الورم كان قد تقدم في جسده لينتقل الساعدي إلى الرفيق الأعلى ويدفن في مقبرة «الوارث» بسلوق حسب وصيته